# Rhipidia garruloides
Rhipidia garruloides är en tvåvingeart som först beskrevs av Alexander 1933.  Rhipidia garruloides ingår i släktet Rhipidia och familjen småharkrankar. Inga underarter finns listade i Catalogue of Life.